# Parafia świętych Apostołów Piotra i Pawła w Mszance
Parafia świętych Apostołów Piotra i Pawła w Mszance – parafia rzymskokatolicka znajdująca się w diecezji tarnowskiej w dekanacie łużniańskim.

## Historia
Parafia została erygowana 5 kwietnia 1950 r. przez bp. Jana Stepę. Wcześniej obszar dzisiejszej parafii należał do parafii Moszczenica.
Kościół parafialny wybudowano w latach 1938–1940 według projektu architekta Edwarda Okonia, w stylu eklektycznym. Świątynia została poświęcona 22 grudnia 1940 roku. Po 1945 powstała przy kościele dzwonnica.

## Proboszczowie
- ks. Józef Głuc (1943) 1950–1981
- ks. Józef Pajor 1981–1992
- ks. Stanisław Jachym 1992–1996
- ks. Piotr Ścipień 1996–2009
- ks. Jacek Mikulski 2009–2023[3]
- ks. Józef Buźniak od 16 grudnia 2023[4][5]